# Ванькович, Станислав Александрович
Станислав Александрович Ванькович (пол. Stanisław Wańkowicz; 23 декабря 1860 (4 января 1861), имение Петеша, Виленская губерния, Российская империя — 5 октября 1937, Вильно, Польская Республика) — депутат Государственной думы Российской империи II и III созывов от Виленской губернии. Представитель в ранге чрезвычайного и полномочного министра Польской Республики на Украине (1918).

## Биография
Дворянин польского происхождения. Родился в родовом имении Петеша Рудоминской волости Виленского уезда в семье помещиков. Выпускник Виленского реального училища и Морского инженерного училища в Кронштадте. После окончания последнего девять лет прослужил во флоте. По выходе в отставку занимался сельским хозяйством в своём имении площадью 1,5 тысячи десятин. Женился на Гелене, урождённой Оскерка (1867—1947) из герба Мурделио (пол. Helena Oskierka h. Murdelio). В 1885 году в семье родился сын Станислав (ум. 1943), ставший впоследствии дипломатом. Ванькович был вице-президентом Виленского сельскохозяйственного общества и членом землеустроительной комиссии. К 1910 году состоял почётным мировым судьёй второе трёхлетие.
6 февраля 1907 был избран в Государственную думу II созыва от общего состава выборщиков Виленского губернского избирательного собрания. Вошёл в состав «Польского коло». Состоял в Аграрной комиссии.
18 октября 1907 переизбрался в Государственную думу III созыва от общего состава выборщиков Виленского губернского избирательного собрания. Согласно новейшим источникам Ванькович входил в «группу Западных окраин», он был единственным представителем от «краевых» партий (точнее от «Краевой партии Литвы и Белоруссии»), прошедшим в Думу. Н. Н. Ольшанский — составитель сборника биографий членов III Госдумы, также указал Ваньковича как члена фракции «Польского коло», в которой тот представлял «Польско-Литовско-Белорусскую группу».
В III Государственной Думе Станислав Ванькович исполнял обязанности товарища председателя земельной комиссии. Помимо этого, входил в состав комиссий по разработке проекта всеподданнейшего адреса, по рыболовству, чиншевой, для рассмотрения законопроекта об упразднении пастбищных и лесных сервитутов в западных и белорусских губерниях. Поставил свою подпись под законопроектами «О распространении Земского положения на Область войска Донского», «Об учреждении землеустроительных комиссий в степных областях», «Об отмене смертной казни». Выступал в прениях как докладчик комиссий по вопросу о рыболовстве и по чиншевому вопросу.
В 1918 году в ранге чрезвычайного и полномочного министра представлял Польскую Республику на дипломатических переговорах в Киеве. Имел полномочия от регентского совета Королевства Польского об установлении дипломатических отношений между Польшей и Украиной.
В период с 1918 по 1937 о его судьбе сведений нет. Умер 5 октября 1937 года. Похоронен в Вильнюсе.

### Архивы
- Российский государственный исторический архив. Фонд 1278. Опись 1 (2-й созыв). Дело 64; Дело 571. Лист 14; Опись 9. Дело 114.